# Иргиз (река)
Ирги́з (Ыргыз, каз. Ырғыз) — река в Актюбинской области Казахстана, правый приток Тургая.
Длина реки — 593 км, площадь бассейна — около 32 тыс. км². Исток Иргиза находится на восточных склонах Мугалжарских гор. Ширина русла — 80—100 м, речной долины — от 300 м до 2 км; высота берегов — 5—8 м.
Летом (особенно в низовьях) расход воды в реке значительно снижается, на ряде участков река распадается на отдельные плёсы. В верхнем течении вода пресная, в низовьях солоноватая. Питание реки преимущественно снеговое. Средний годовой расход воды у устья около 8 м³/с. В апреле наблюдается половодье с повышением уровня на 4—5 м относительно обычного. Меженные уровни отмечаются в июле — октябре.
Замерзает в середине ноября (толщина льда к концу зимы достигает 1 м), вскрывается в начале апреля.
Река используется для водоснабжения населённых пунктов, расположенных на её берегах, а также для водопоя скота, полива огородов и лиманного орошения.